# Hilderstone
Hilderstone is een civil parish in het bestuurlijke gebied Stafford, in het Engelse graafschap Staffordshire. In 2001 telde het civil parish 590 inwoners. Hilderstone komt in het Domesday Book (1086) voor als 'Helduluestone' / 'Hilduluestune'.